# Ectopleura japonica
Ectopleura japonica är en nässeldjursart som först beskrevs av Hirohito 1988.  Ectopleura japonica ingår i släktet Ectopleura och familjen Tubulariidae. Inga underarter finns listade i Catalogue of Life.